# Ильменау
Ильменау (нем. Ilmenau) — город в федеральной земле Тюрингия, находящийся в самом центре Тюрингенского Леса. Известен как город Гёте и университетский город. В нём находится Технический университет Ильменау.

## Город Ильменау и его окрестности

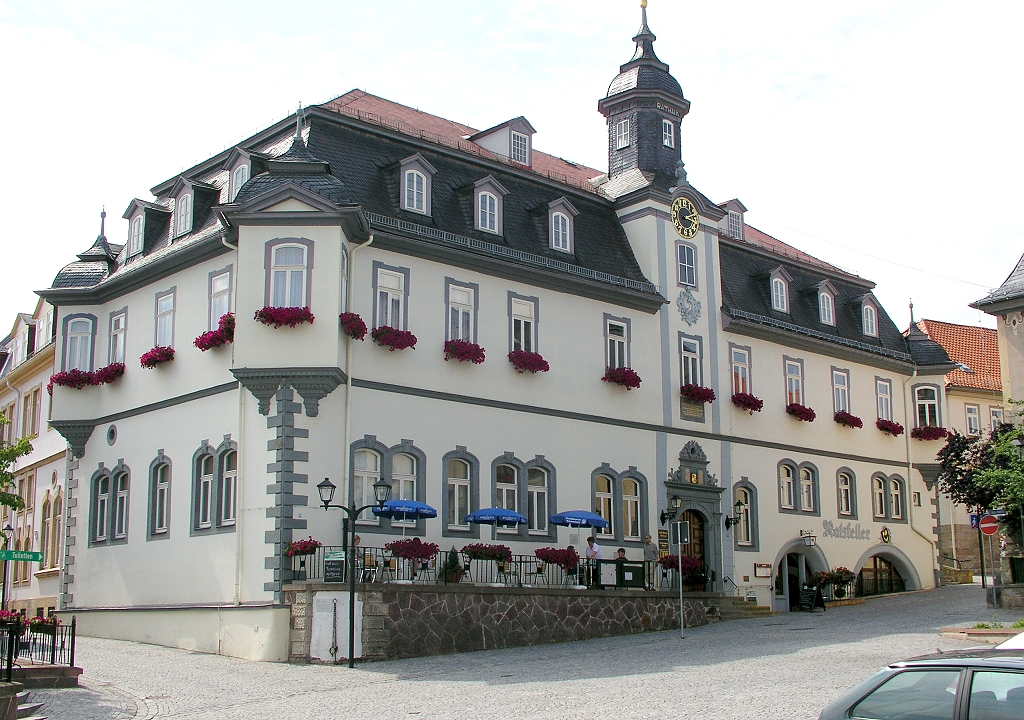
Ратуша на Рыночной площади

Город Ильменау принадлежит к культурно-историческому «треугольнику» Веймар — Ильменау — Айзенах, история которого неразрывно связана с такими именами как Гёте, Шиллер, Бах, Гердер и Лютер. Сам город небольшой, насчитывает около 36.600 жителей. Территориально он расположен в красивейшей долине на севере Тюрингенского леса. Ильменау очень популярен среди туристов, путешественников и спортсменов. Кроме того, те, кто просто хочет отдохнуть, часто проводят в Ильменау или его окрестностях свой отпуск. Густые хвойные леса в Ильменау пронизаны сетью многочисленных пешеходных троп. Зимой Ильменау также необычайно привлекателен. Горные склоны в окрестностях города позволяют совершать лыжные прогулки в течение всего зимнего сезона. Известнейший центр зимнего спорта — город Оберхоф, где тренировались многие олимпийские чемпионы, находится всего лишь в 20 километрах от Ильменау. Там, как впрочем и в Ильменау, молодые спортсмены и все желающие могут воспользоваться трассой для бобслея.
В городе есть кинотеатр и концертный зал, где проходят многочисленные представления и театральные постановки.
Ближайший к Ильменау крупный город — Эрфурт, столица земли Тюрингия, находится менее чем в часе езды на поезде.

## Знаменитые люди
- Хенкель, Андреа
- Гёте, Иоганн Вольфганг фон